# François-Xavier Fauvelle

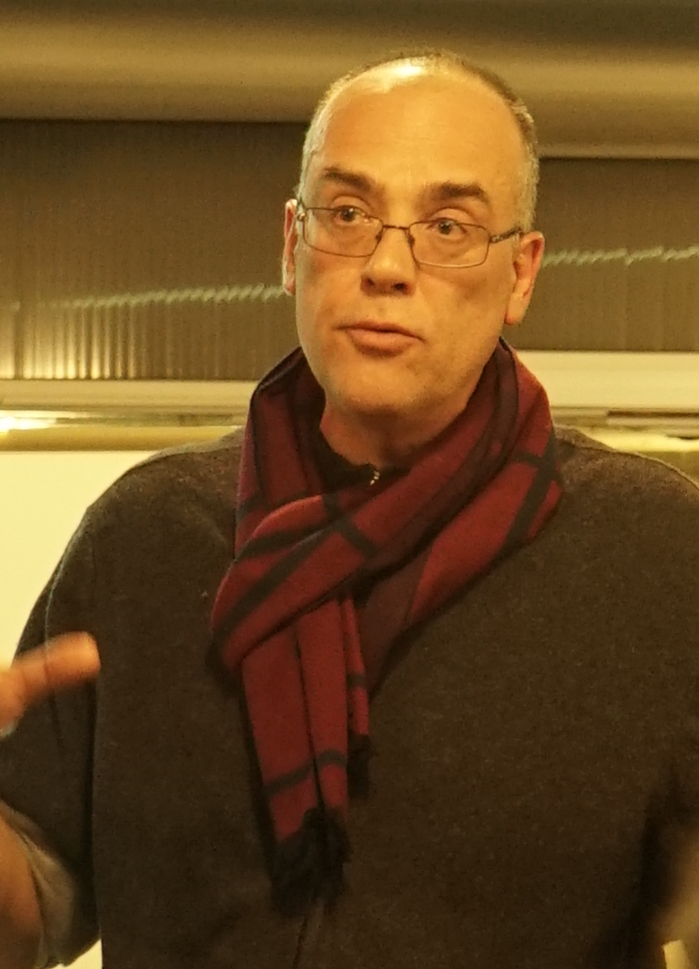
Fauvelle-Aymar

François-Xavier Fauvelle, auch François-Xavier Fauvelle-Aymar (* 29. Januar 1968), ist ein französischer Historiker und Archäologe, der sich auf Afrika spezialisiert hat. 

## Leben
Nach dem Studium der Philosophie erwarb er ein DEA als Philosoph. Darauf studierte er Geschichte und erhielt unter Jean Boulègue den Dr. phil. an der Université Paris 1 Panthéon-Sorbonne, wo er zuerst auch lehrte. Darauf war er Forschungsdirektor am CNRS beim Laboratorium TRACES an der Universität Toulouse-Jean-Jaurès. Am Institut français in Südafrika in Johannesburg war er 2005 bis 2006 und am Centre français d’études éthiopiennes in Addis-Abeba in Äthiopien 2006 bis 2009. Seit 2019 lehrt er als Professor am Collège de France.
Seine Forschungsinteressen gehen auf die vormodernen Zeiten in Afrika besonders im Süden, Äthiopien und Westafrika. In Marokko leitete er die Ausgrabungen in Sijilmassa. 2019 erhielt er den ersten Lehrstuhl am Collège de France für Geschichte und Archäologie der afrikanischen Welten. Er spricht von einem afrikanischen Mittelalter, das im 6. Jahrhundert begann.
Seine bekanntesten Bücher sind Le Rhinocéros d’or (2013) und L’Afrique ancienne: de l’Acacus au Zimbabwe (2018).

## Schriften
- L’Afrique de Cheikh Anta Diop : histoire et idéologie, Paris, 1996.
- Afrocentrismes : l’histoire des Africains entre Égypte et Amérique (mit Jean-Pierre Chrétien, Claude-Hélène Perrot), Paris, Karthala, 2000.
- L’Invention du Hottentot : histoire du regard occidental sur les Khoisan, Paris, Publications de la Sorbonne, 2002.
- Cuisine et société en Afrique : histoire, saveurs, savoir-faire (mit Monique Chastanet et Dominique Juhé-Beaulaton), Paris, Karthala, 2002.
- Le retour des rois : les autorités traditionnelles et l’État dans l’Afrique contemporaine (mit Claude-Hélène Perrot), Paris, Karthala, 2003.
- Henry Francis Fynn: Chaka, roi des Zoulous (durchgesehen und mit Anmerkungen von F.-X. Fauvelle-Aymar), Toulouse, Anacharsis, 2004.
- Histoire de l’Afrique du Sud, Paris, Le Seuil, coll. « L’univers historique », 2006 (Taschenbuch, coll. « Points Seuil », 2013).
- La Mémoire aux enchères : l’idéologie afrocentriste à l’assaut de l’histoire, Paris, Verdier, 2009.
- Vols de vaches à Christol Cave : histoire critique d’une image rupestre d’Afrique du Sud, mit François Bon, Jean-Loïc Le Quellec, Paris, Publications de la Sorbonne, 2009.
- Espaces musulmans de la Corne de l’Afrique au Moyen Âge : études d’archéologie et d’histoire (dir. avec Bertrand Hirsch), Paris, De Boccard-CFEE, 2011.
- La Culture Shay d’Éthiopie : archéologie et histoire d’une élite païenne (mit Bertrand Poissonnier), Paris, De Boccard-CFEE, 2012.
- Le Rhinocéros d’or : histoires du Moyen Âge africain, Paris, Alma, 2013 (Taschenbuch, collection « Folio histoire », Gallimard, 2014).
  - Das goldene Rhinozeros: Afrika im Mittelalter, Beck, München 2017, ISBN 978-3406713798.[3]
- Les Ruses de l’historien : essais d’Afrique et d’ailleurs en hommage à Jean Boulègue, Paris, Karthala, 2013.
- Convoquer l’histoire : Nelson Mandela : trois discours commentés, Paris, Alma, 2015.
- À la recherche du sauvage idéal, Paris, Le Seuil, 2017.
- L’Afrique ancienne: de l’Acacus au Zimbabwe, Belin 2018, ISBN 978-2701198361.
- Atlas historique de l’Afrique de la préhistoire à nos jours, mit Isabelle Surun, cartographie Guillaume Balavoine, Autrement, 2019

## Einzelbelege
1. ↑  Biographie. Collège de France, abgerufen am 25. April 2022 (französisch).
2. ↑  François-Xavier FAUVELLE. Uni Toulouse, abgerufen am 25. April 2022.
3. ↑  François-Xavier Fauvelle: Das goldene Rhinozeros. C.H. Beck Verlag, München 2017, ISBN 978-3-406-71379-8 (hsozkult.de [abgerufen am 25. April 2022]).

| Personendaten    | Personendaten                   |
| ---------------- | ------------------------------- |
| NAME             | Fauvelle, François-Xavier       |
| ALTERNATIVNAMEN  | Fauvelle-Aymar, François-Xavier |
| KURZBESCHREIBUNG | französischer Afrikahistoriker  |
| GEBURTSDATUM     | 29. Januar 1968                 |